# Challenge League 2003-2004
La stagione 2003-2004 della Challenge League ha visto la promozione in Super League dello Sciaffusa.
Fu la prima edizione della nuova Swiss Challenge League, senza commistioni con la massima serie.

## Avvenimenti
Il Sion, dopo aver vinto una vertenza con la Swiss Football League, viene inserito ai primi di ottobre nel girone di Challenge League già definito a 16 squadre con campionato iniziato il 18 luglio 2003, costringendo ad un lungo tour de force tutte le squadre per recuperare le partite saltate.
La stagione ha comunque un'altra novità. Per stimolare le squadre a segnare di più e per fare pesare qualsiasi gol fatto, soprattutto quelli messi a segno in trasferta, la SFL decise di inserire dei punti "bonus" quale premio per le gare che non terminano con un pareggio. Furono perciò attribuiti 2 punti per ogni doppio scontro casa/trasferta.
Le partite terminate sullo 0-0 dopo 90 minuti valgono sempre 1 punto ai fini della classifica, ma - al termine della partita - vengono fatti tirare una serie di 5 calci di rigore, in modo da poter conteggiare delle reti da aggiungere alla gara di ritorno in modo da attribuire i due punti senza aver problemi di calcolo, tenendo sempre presente che i gol in trasferta valgono il doppio a parità di punti e reti fatte e subite.
La prima squadra a guadagnarsi il bonus grazie ai gol segnati su rigore fu il Chiasso, che, dopo il secondo pareggio per 0-0 contro il Vaduz, superò la squadra del Liechtenstein con un netto 4-2. La nuova norma fu considerata come un esperimento e non venne ripetuto la stagione successiva, sebbene fosse stato ritenuto da molti una esperienza positiva.

## Classifica finale
|  | Pos. | Squadra           | Pt | Bon | G  | V  | N  | P  | GF | GS | DR  |
|  | ---- | ----------------- | -- | --- | -- | -- | -- | -- | -- | -- | --- |
|  | 1.   | Sciaffusa         | 84 | 24  | 32 | 17 | 9  | 6  | 52 | 39 | +13 |
|  | 2.   | Vaduz             | 79 | 22  | 32 | 16 | 9  | 7  | 56 | 34 | +22 |
|  | 3.   | Chiasso           | 78 | 24  | 32 | 16 | 6  | 10 | 49 | 31 | +18 |
|  | 4.   | Malcantone Agno   | 73 | 18  | 32 | 16 | 7  | 9  | 48 | 38 | +10 |
|  | 5.   | Wohlen            | 72 | 22  | 32 | 12 | 14 | 6  | 46 | 39 | +7  |
|  | 6.   | Sion              | 70 | 20  | 32 | 13 | 11 | 8  | 47 | 33 | +14 |
|  | 7.   | Yverdon           | 70 | 24  | 32 | 12 | 10 | 10 | 50 | 37 | +13 |
|  | 8.   | Kriens            | 67 | 18  | 32 | 14 | 7  | 11 | 44 | 40 | +4  |
|  | 9.   | Concordia Basilea | 65 | 14  | 32 | 15 | 6  | 11 | 54 | 48 | +6  |
|  | 10.  | Lucerna           | 64 | 18  | 32 | 12 | 10 | 10 | 46 | 43 | +3  |
|  | 11.  | Bellinzona        | 56 | 14  | 32 | 13 | 3  | 16 | 47 | 58 | -11 |
|  | 12.  | Bulle             | 49 | 12  | 32 | 9  | 10 | 13 | 42 | 54 | -12 |
|  | 13.  | Meyrin            | 47 | 10  | 32 | 9  | 10 | 13 | 43 | 53 | -10 |
|  | 14.  | Baden             | 41 | 10  | 32 | 9  | 4  | 19 | 38 | 57 | -19 |
|  | 15.  | Winterthur        | 40 | 10  | 32 | 8  | 6  | 18 | 38 | 47 | -9  |
|  | 16.  | La Chaux-de-Fonds | 36 | 8   | 32 | 7  | 7  | 18 | 25 | 47 | -22 |
|  | 17.  | Delémont          | 29 | 4   | 32 | 6  | 7  | 19 | 37 | 64 | -27 |

Legenda:

      Promosso in Super League 2004-2005.
 Ammesso allo spareggio promozione-retrocessione.
      Retrocesso in Prima Lega 2004-2005.

Note:

Tre punti a vittoria, uno a pareggio, zero a sconfitta più i bonus.
La colonna Bon è il bonus di 2 punti ottenuto per ogni doppio scontro diretto con maggiore numero di gol segnati. 
A parità di punti contavano i gol segnati in trasferta.  

## Play-off promozione-retrocessione
|                 | Risultati |                 | Luogo e data              |  |
| --------------- | --------- | --------------- | ------------------------- |  |
| Neuchâtel Xamax | 2 - 0     | Vaduz           | Neuchâtel, 29 maggio 2004 |  |
| Vaduz           | 2 - 1     | Neuchâtel Xamax | Vaduz, 31 maggio 2004     |  |
|                 |           |                 |                           |  |

- Il Neuchâtel Xamax conserva la posizione in Super League.

## Verdetti finali
- Sciaffusa promosso in Super League 2004-2005.
- Delémont retrocesso in Prima Lega 2004-2005.

## Classifica marcatori
| Gol |  |  | Giocatore                 | Squadra           |
| --- |  |  | ------------------------- | ----------------- |
| 17  |  |  | Francisco Neri            | Sciaffusa         |
| 15  |  |  | Francisco Aguirre         | Yverdon           |
| 15  |  |  | Cristian Florin Ianu      | Bellinzona        |
| 15  |  |  | Raffael Caetano de Araújo | Chiasso           |
| 13  |  |  | Reto Burri                | Kriens            |
| 13  |  |  | Gil                       | Concordia Basilea |
| 12  |  |  | Eduardo Dos Santos        | Wohlen            |
| 11  |  |  | Yane Bugnard              | Malcantone Agno   |
| 11  |  |  | Vincent Cavin             | Bellinzona        |
| 11  |  |  | Benjamin Fischer          | Vaduz             |
| 11  |  |  | Ali Özcakmak              | Baden             |
| 11  |  |  | Alberto Regazzoni         | Malcantone Agno   |
| 11  |  |  | Jean-Michel Tchouga       | Concordia Basilea |
| 11  |  |  | Paulo Vogt                | Vaduz             |
| 10  |  |  | Thomas Beck               | Chiasso           |
| 10  |  |  | Christian Brand           | Lucerna           |
| 10  |  |  | Albert Bunjaku            | Sciaffusa         |
| 10  |  |  | Matías Cenci              | Lucerna           |
| 10  |  |  | Mouelle Koum Moukoko      | Meyrin            |